# Howlandinsel

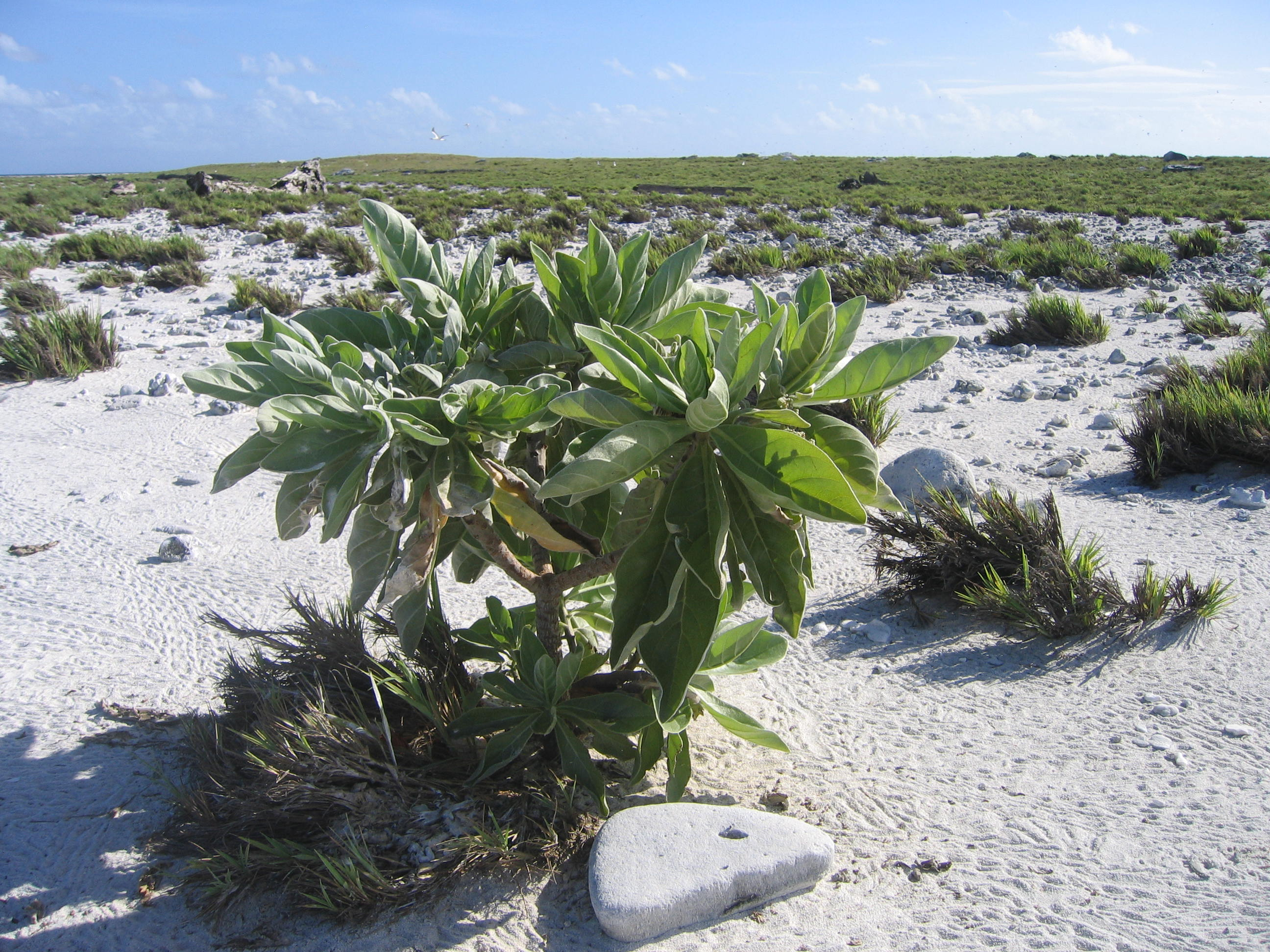
Flora von Howland; im Vordergrund zwergwüchsige Cordia subcordata

Die Howlandinsel (englisch Howland Island [ˈhaʊlənd]) ist eine kleine, unbewohnte Insel im Pazifischen Ozean. Zusammen mit der benachbarten Bakerinsel liegt sie rund 600 km nördlich der Phoenixinseln, zwischen den Line Islands und den Gilbertinseln. Politisch gehört sie zu den Außengebieten der Vereinigten Staaten.
Howland und Baker sind die zwei einzigen Landflächen in der Zeitzone UTC−12 (International Date Line West, IDLW).

## Geographie
Die Howlandinsel liegt etwa auf halber Strecke von Hawaii nach Australien, rund 3000 km südwestlich von Honolulu. Die nächstgelegene, ebenfalls unbewohnte Bakerinsel liegt 68 km entfernt Richtung Süden.
Howland ist ein Gehobenes Atoll und gänzlich von einem, nach der tektonischen Hebung entstandenen, küstennahen Korallenriff gesäumt, das auch bei niedrigen Wasserständen nicht trockenfällt. Eine ausgeprägte Lagune, wie sie typischerweise auf den flachen Koralleninseln des Pazifiks zu finden ist, ist nicht mehr erkennbar. Das deutet auf ein erdgeschichtlich relativ hohes Alter der Insel hin. Howland hat eine Landfläche von 2,6 km², eine maximale Höhe von nur sechs Metern und ist heute unbewohnt. Es gibt auf der Insel keine natürlichen Süßwasserquellen.

### Klima und Wetter
Howland liegt rund 90 km nördlich des Äquators und damit in den Tropen. Das Klima ist arid. Zuverlässige Aufzeichnungen der Temperatur sind nur aus der kurzen Zeit der amerikanischen Besiedlung zwischen 1935 und 1941 bekannt. Die Jahresdurchschnittstemperatur liegt bei 28 °C. Es gibt keine ausgeprägten Jahreszeiten und die monatlichen Schwankungen sind gering. Temperatur-Maxima liegen im September bei 32 °C und im März bei 30 °C. Die niedrigste gemessene Temperatur war 26 °C. Niederschläge fallen selten, wenn es regnet, dann in kurzen, heftigen Schauern. Die Botaniker Francis Raymond Fosberg und Dieter Mueller-Dombois schreiben über die Inseln Howland, Baker und Jarvis: „Diese heißen, trockenen Korallenkalksteinflächen gehören eindeutig zu den trostlosesten, unbewohnbarsten Landstrichen im gesamten Pazifik“ (These hot, dry coral limestone flats are clearly among the most desolate, uninhabitable spots of land in the whole Pacific).

## Flora und Fauna
Die Insel ist ein Naturschutzgebiet, das nur mit Erlaubnis des United States Fish and Wildlife Service (USFWS) betreten werden darf.

### Flora
Howland ist spärlich mit Gräsern, krautigen Pflanzen und Sträuchern bewachsen. Das ist vielleicht das Ergebnis des Guano-Abbaus, aber der humusarme Boden aus Korallensand und -trümmern mit wenig Mineralien (ausgenommen Kalziumkarbonat) und einem geringen Anteil organischer Substanz erlaubt ohnehin nur eine spärliche Pflanzendecke. Eine weitere Ursache für die geringe Biodiversität sind die in der Summe spärlichen und unregelmäßig fallenden Niederschläge sowie die vom Wind über die flache Insel verteilte salzhaltige Gischt.
Auf Howland kommen nur sechs Pflanzenarten vor:
- Zwergwüchsige Cordia subcordata, einzeln stehend oder in kleinen Gruppen
- bodennah wachsende Pflanzen der Gattung Tribulus
- Tussocks der Gattung Lepturus (syn.: Parapholis)
- Sesuvium portulacastrum (syn.: Portulaca portulacastrum) und eine weitere Art aus der Gattung Portulak.

### Fauna
Die Insel beherbergt eine große Zahl von Seevögeln. Im September 1924 registrierte die Whippoorwill-Expedition elf brütende Spezies. 1936 wurden von den Amerikanern Hauskatzen eingeführt, um die Ratten zu bekämpfen. Sie rotteten dabei allerdings auch zahlreiche – vor allem kleinere – Vogelarten aus, zum Beispiel: Brillenseeschwalbe (Onychoprion lunatus), Blaunoddi (Anous cerulea, syn: Procelsterna cerulea), Noddiseeschwalbe (Anous stolidus), Weihnachts-Sturmtaucher (Puffinus nativitatis) und Weißkehl-Sturmschwalbe (Nesofregetta fuliginosa). Auch größere Vogelarten waren bedroht, da Katzen die Jungtiere fraßen. Nachdem die verwilderten Katzen in den 1980er Jahren eliminiert wurden, wanderten einige Vogelarten erneut ein. Heute sind wieder zahlreiche Arten auf Howland zu finden, darunter: Feenseeschwalben (Gygis alba), Noddiseeschwalben (Anous stolidus), Rußseeschwalben (Onychoprion fuscatus), Rotfußtölpel (Sula sula), Bindenfregattvögel (Fregata minor), Arielfregattvögel (Fregata ariel) und Brillenseeschwalben (Onychoprion lunatus). Die häufigsten Landtiere sind Einsiedlerkrebse (Coenobitidae).

## Geschichte

### Frühgeschichte
Ob die Howlandinsel dauerhaft von Polynesiern besiedelt war, ist nicht zweifelsfrei erwiesen, es ist aber anzunehmen, dass sie ihnen bereits bekannt war. Eine große Population der Polynesischen Ratte, die noch in den 1940er Jahren auf der Insel zu beobachten war, deutet darauf hin. Polynesische Seefahrer nahmen Ratten als Nahrungstiere mit und setzten sie auf den von ihnen besuchten Inseln als Vorrat für künftige Besuche aus.
James Duncan Hague (1836 – 1908), ein US-amerikanischer Minenbesitzer, Mineraloge und Geologe, der an der Bergakademie Freiberg studiert und 1859 bis 1861 mehrere von den USA auf der Basis des Guano Islands Act beanspruchte Inseln untersucht hatte, glaubte Spuren polynesischer Ureinwohner identifiziert zu haben. Etwa in der Inselmitte stellte er Ausgrabungen und Aufschüttungen fest, die offensichtlich Menschenwerk waren. Die umfangreichste dieser Vertiefungen war eine Rinne oder ein Graben von mehreren hundert Fuß (mehrere 30 Meter) Länge und 100 Fuß (30 m) Breite. Der Aushub aus Sand und Kies war sorgfältig beidseitig deponiert und bildete einen Wall, der mit Korallenblöcken aus dem Korallenriff befestigt war. Wahrscheinlich handelte es sich um eine große Pflanzgrube, die die Ghyben-Herzberg-Linse anschneidet, eine sinnreiche Methode der Polynesier, um Nutzpflanzen mit Grundwasser zu versorgen, die auch von einigen Inseln des Tuamotu-Archipels bekannt ist. Der Sekundärbewuchs in diesem Bereich (Cordia subcordata; auf Hawaii „Kou“ genannt) war sichtlich jünger als in der Umgebung. Im Umfeld befanden sich auch die Überreste von niedrigen, flachen, regelmäßig geformten Hügeln aus Korallenschutt von etwa 30 cm Höhe, die Hague als Hausplattformen identifizierte. Am Weststrand wurden Überreste einer Hütte und die Fragmente eines Kanus gefunden. Hier machte Hague, von einer 30 cm Sandschicht bedeckt, auch ein menschliches Skelett ausfindig, das aber zerbröckelte, als es der Luft ausgesetzt wurde. Im Süden der Insel war ein Fußweg aus Korallengestein angelegt. Er war mehrere hundert Fuß (mehrere 30 Meter) lang und bestand aus in Abständen gelegten, flachen Platten. Ob diese Relikte einer dauerhaften Besiedlung oder nur vorübergehenden Besuchen zuzuschreiben sind, ist unklar.
1924 entsandte das United States Department of the Navy das Minensuchboot USS Whippoorwill (AM-35) in den Pazifik, mit dem Auftrag, die Line Islands zu erkunden. Mit an Bord waren Wissenschaftler des Bernice P. Bishop Museums in Honolulu. Im September/Oktober 1924 erreichte das Forscherteam auch die Howlandinsel. Der Archäologe Bruce Cartwright und Charles Montague Cook, der Expeditionsleiter, erkundeten die von James Hague rund siebzig Jahre zuvor beschriebenen Relikte. Der lange Graben war bereits erheblich beeinträchtigt, vermutlich vom Guano-Abbau, die seitlichen Wälle nicht mehr vorhanden. Die „Hausplattformen“ waren ebenfalls nicht mehr auszumachen. An der Ostküste fanden die Wissenschaftler ein hölzernes Paddel, das exakt dem in Tahiti verwendeten Typ entsprach. Die Überreste von sechs vom Meer zum Land weisenden, gepflasterten Pfaden konnten an der Nordküste noch ausgemacht werden.
Im Rahmen einer Erkundungsmission des US Army Corps of Engineers zur Lokalisierung und Untersuchung von Umweltschäden, die evtl. von noch zurückgelassenem Treibstoff der US-Truppen aus dem Pazifikkrieg verursacht sein könnten, kam es auch zu einer archäologischen Erkundung der Insel. Die von James Hague untersuchten Relikte konnten nicht mehr aufgefunden werden. Wahrscheinlich wurden sie durch den Guano-Abbau zerstört.

### Entdeckungsgeschichte
Auf einigen Internetseiten wird in Fehlinterpretation von Kapitän William Blighs Tagebuch vermutet, dass er 1789 nach der Meuterei auf der Bounty mit der Barkasse und 18 Besatzungsmitgliedern auf dem Weg nach Timor auch die Howlandinsel berührt habe. Howland liegt weit nördlich des von Bligh verfolgten Kurses, der von Fidschi über die Neuen Hebriden (Vanuatu) zur Halbinsel York in Australien führte.
Howland wurde zuerst von US-amerikanischen Walfängern entdeckt. Die Gewässer um die Phoenixinseln und die Line Islands waren in der ersten Hälfte des 19. Jahrhunderts das Ziel von Walfangschiffen. Wem die Erstentdeckung zuzuschreiben ist, ist umstritten. Einige Autoren geben an, die Insel sei 1822 von Gorge B. Worth, Kapitän des Walfangschiffes Oeno aus Nantucket, entdeckt worden, der sie „Worth Island“ genannt habe. Die Oeno befand sich von 1821 bis 1825 auf einer Walfangexpedition im Pazifik, wobei das Schiff im Dezember 1823 oder Januar 1824 das zu den Pitcairninseln gehörende Atoll Oeno erreichte. Andere halten Kapitän Daniel McKenzie von der Minerva Smyth aus New Bedford für den Erstentdecker. Im November 1827 lag das Walfangschiff Minerva Smyth – Eigner waren Isaac Howland und Kapitän Gideon Howland aus New Bedford – vor der Insel Howland. Der Maat Shubael Clark aus Nantucket berichtete später in einem Zeitungsartikel über die Landung:

„Captain McKenzie went on shore and left a bottle with a paper in it, on which was written the day and the date of the discovery, the latitude 0° 47´ north and longitude 176° 35´ west, and the name of Howland Island, after the owner of the ship.
Captain McKenzie ging an Land und hinterließ eine Flasche mit einem Zettel, auf dem der Tag und das Datum der Entdeckung, der Breitengrad 0° 47' Nord und der Längengrad 176° 35' West und der Name Howland Insel geschrieben waren, nach dem Eigner des Schiffes.“

 Am 9. September 1842 erreichte das Walfangschiff Isabella aus New Bedford unter Kapitän George E. Netcher die unbewohnte Insel Howland, er betrachtete sich ebenfalls als Erstentdecker. Angeblich soll er sie nach dem Namen des Ausgucks, der sie zuerst sah, „Howland“ genannt haben, eine eher zweifelhafte Mutmaßung.

### Guano-Abbau
Kapitän Netcher von der Isabella landete 1848 erneut auf Howland und fand die Insel immer noch unbewohnt vor. George und Matthew Howland entsandten, wie aus einem Briefwechsel hervorgeht, 1854 einen Mr. Stetson mit dem Schiff Rousseau zur Howlandinsel.  Mit dem Guano Islands Act von 1856 gehörte sie zum Staatsgebiet der Vereinigten Staaten. Mit seinem Partner Taylor gründete Netcher eine Firma und verkaufte die Rechte an der Insel, deren reichhaltige Guano-Vorkommen von hoher Qualität inzwischen bekannt waren, an Alfred E. Benson von der American Guano Company. Am 5. Februar 1857 reiste Arthur Benson von Honolulu auf die Insel, übernahm förmlich den Besitz, hisste die amerikanische Flagge und errichtete eine Hütte. Doch auch die Familie Howland beanspruchte die Abbaurechte, die sie aus der Erstentdeckung durch Kapitän Daniel McKenzie und dem späteren Besuch der Rousseau herleitete. Sie hatte ihre Ansprüche inzwischen an die United States Guano Company abgetreten, die 1859 ein Schiff entsandte, um Messungen und Erkundungen der Guano-Depots vorzunehmen. Wegen der umstrittenen Eigentumsverhältnisse kam es im Mai 1865 zu einem Prozess vor dem New York Supreme Court („American Guano Company vs. United States Guano Company“), der den Wert der Insel auf die damals beträchtliche Summe von 5 Millionen US-Dollar bezifferte. Das Gericht sprach der United States Guano Company die Rechte an der Howlandinsel zu, die bereits Arbeitskräfte aus Hawaii zur Insel verschifft hatte, um den Guano abzubauen. 1868 verkaufte sie jedoch ihre Rechte an die britische Pacific Islands Company von John T. Arundel. Dass das State Department keinen Einspruch erhob, zeigt, dass die Vereinigten Staaten zu jener Zeit wenig Interesse an der abgelegenen Insel hatten. Obwohl die Depots bereits weitgehend ausgebeutet waren, setzten die Briten den Guano-Abbau mit Arbeitskräften von den Cookinseln und Niue von 1886 bis 1899 in unregelmäßigen Abständen fort.

### Neuere Geschichte

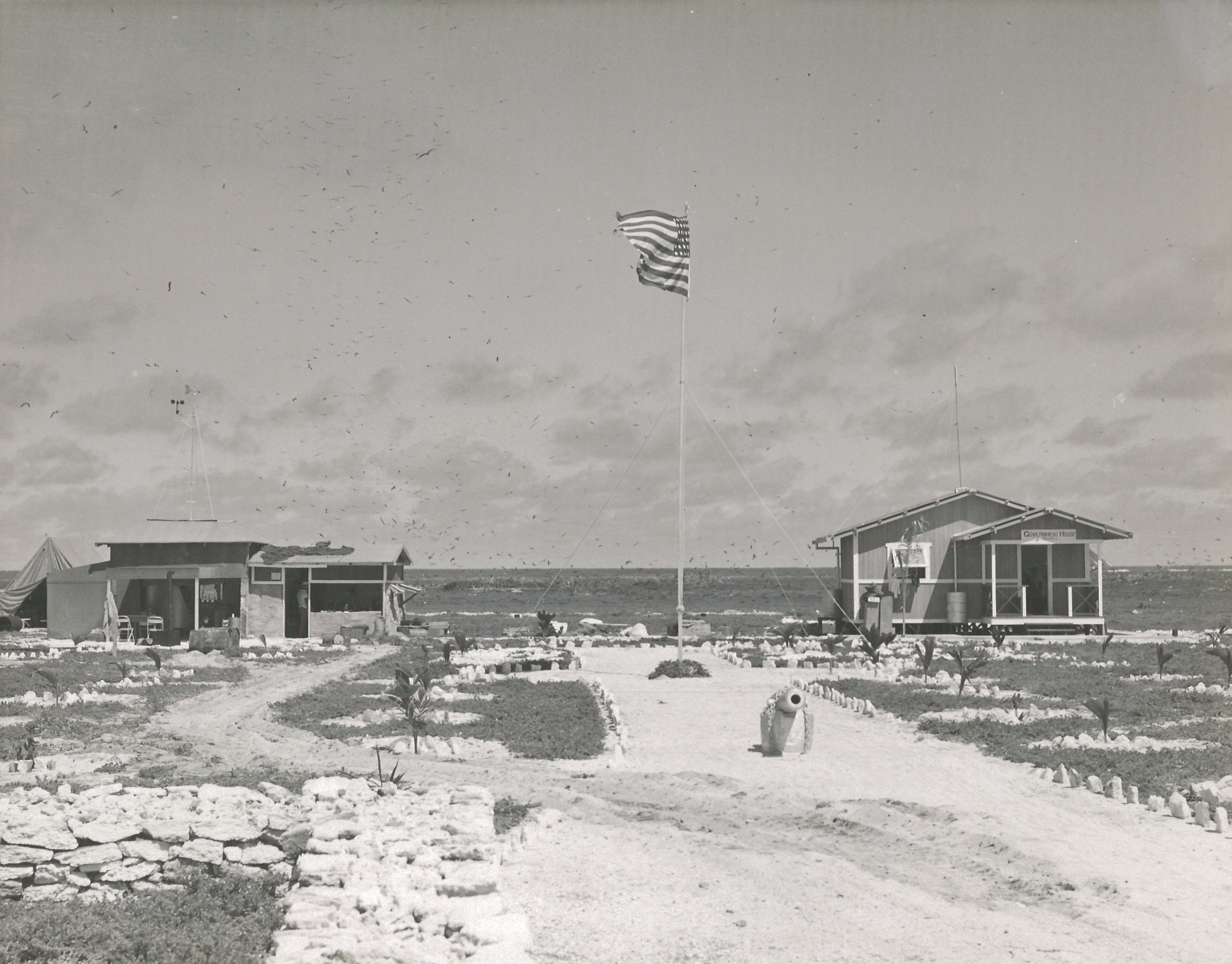
Das Camp auf der Howlandinsel, genannt “Itascatown”

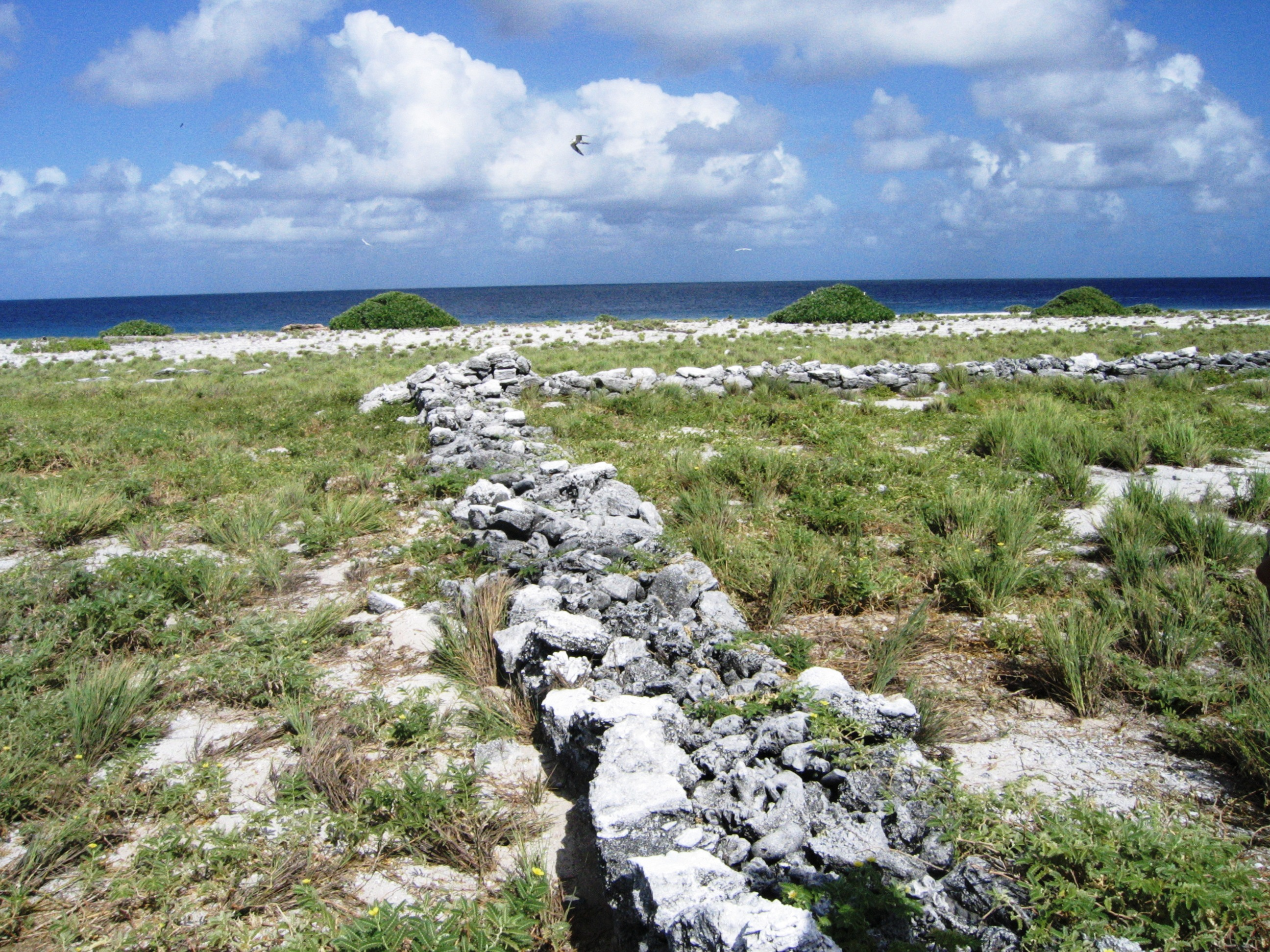
Ruinen von “Itascatown” heute

Unter dem Namen „The American Equatorial Islands Colonization Project“ wurde ab 1935 ein Plan des US-Handelsministeriums umgesetzt, Bürger der Vereinigten Staaten auf den unbewohnten Howland-, Baker- und Jarvisinseln anzusiedeln. Das diente der Vorbereitung langfristig geplanter Wetterstationen und Landeplätze für das Militär, die aber auch als Zwischenstation für die kommerzielle Nutzung auf den Flugrouten zwischen Australien und den USA dienen konnten. Darüber hinaus wollte die US-Regierung den Anspruch auf diese abgelegenen Inseln deutlich machen und die östliche territoriale Expansion des japanischen Imperiums überwachen. Die Lebensbedingungen auf den kahlen und heißen Inseln waren hart, Trinkwasser und Nahrungsmittel sowie alle anderen Ge- und Verbrauchsprodukte mussten per Schiff angeliefert werden. Da die Stationierung von Militärpersonal diplomatische Verwicklungen hätte verursachen können, fanden sich 130 junge Männer aus Hawaii bereit, die Herausforderung anzunehmen. Am 30. März 1935 verließ die USCGC Itasca, ein Schiff der US Coast Guard, Honolulu und brachte Siedler auf Howland, Baker und Jarvis. 1937 bereiteten die Männer auf Howland eine unbefestigte Landebahn für die US-amerikanische Flugpionierin Amelia Earhart vor.

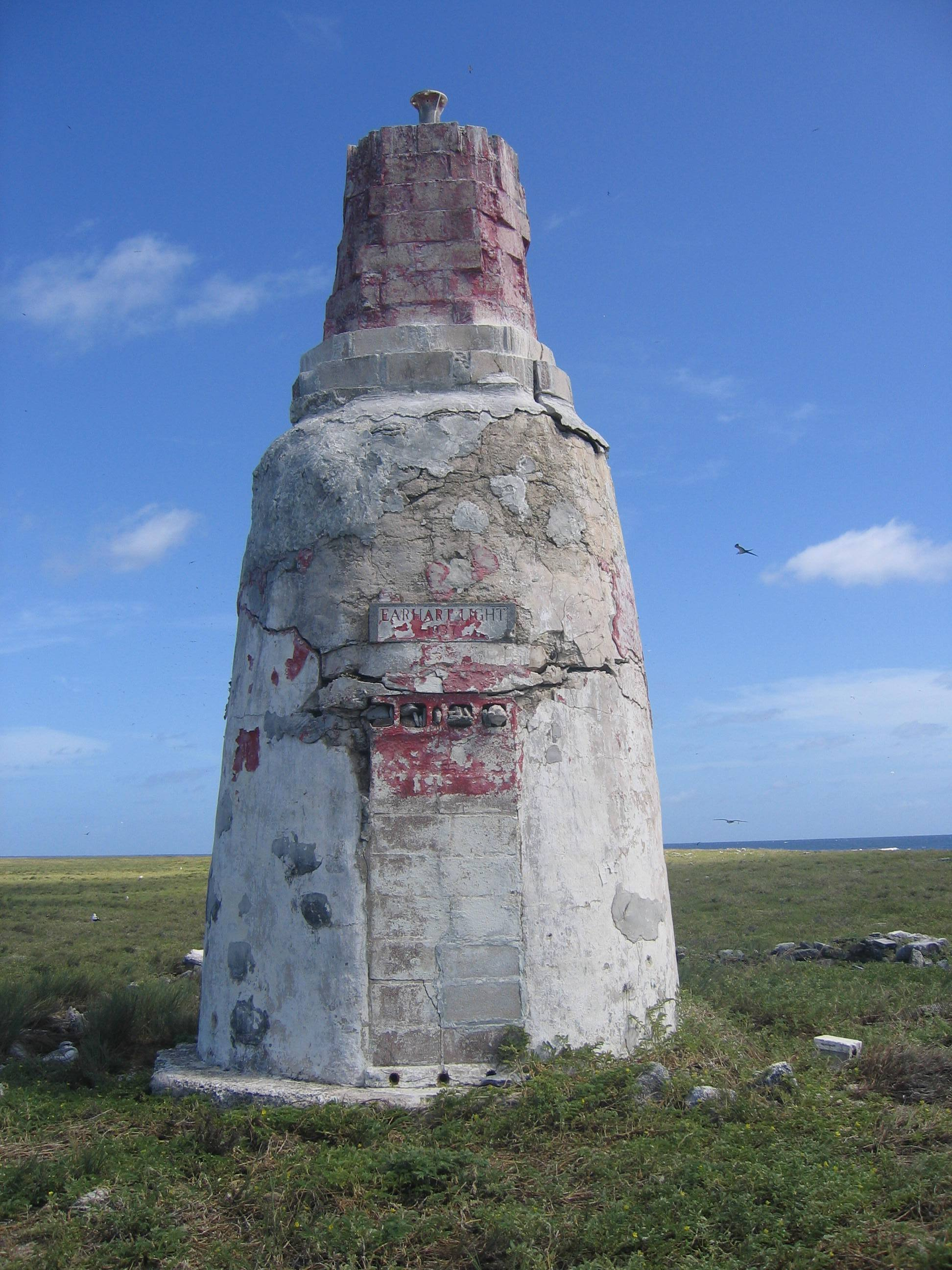
Amelia-Earhart-Signalturm

Amelia Earhart wollte 1937 als erster Mensch die Erde entlang des Äquators umrunden. Da die Pazifiküberquerung eine besondere Herausforderung darstellte, sie war nonstop damals noch nicht möglich, war auf der Howlandinsel eine Zwischenlandung geplant, um Treibstoff aufzunehmen. Zu diesem Zweck ließ man ein 730 m langes Flugfeld im Osten von Howland anlegen. Earhart hob mit ihrer Lockheed Electra am 2. Juli 1937 von Lae in Neuguinea ab, um auf der letzten Etappe ihres Fluges den Pazifik zu überqueren. Zur Navigation nutzte sie die Funkpeilung und tauschte mit der vor der Howlandinsel positionierten USCGC Itasca Funksprüche aus. Das Flugzeug kam jedoch nie auf Howland an, es blieb verschollen. Ein einem Leuchtturm nachempfundener, zu ihrem Gedenken errichteter Signalturm ist noch heute auf der Insel zu sehen. Der bei den japanischen Angriffen schwer beschädigte Turm wurde 1963 zu Amelia Earharts 65. Geburtstag von der US Coast Guard restauriert.
Nach Ausbruch des Pazifikkrieges bombardierten am 8. Dezember 1941 japanische Flugzeuge Howland, außerdem tauchte ein japanisches U-Boot vor der Insel auf und feuerte mit der Bordkanone auf das Camp. Zwei Kolonisten wurden getötet und auf der Insel begraben, jedoch in den 1950er Jahren exhumiert und nach Hawaii gebracht. Die Angriffe waren der Anlass, die zivilen Bewohner im Januar 1942 zu evakuieren, aber am 11. August 1943 wurde Howland von US-Marines erneut besetzt, die die Landebahn wieder instand setzten. Die Insel hatte im Verlaufe des Krieges jedoch keine weitere Bedeutung.
In dem 56 Minuten langen Dokumentarfilm: „Under a Jarvis Moon“, Regie: Noelle Kahanu and Heather Giugni, der beim Hawaii Film Festival 2010 vorgestellt wurde, wird das Schicksal der Siedler auf Howland geschildert.
Seit Ende Juni 1974 wird die Howlandinsel vom United States Fish and Wildlife Service (USFWS), einer Behörde des Innenministeriums der Vereinigten Staaten, als Howland Island National Wildlife Refuge verwaltet. Das Betreten erfordert eine Sondergenehmigung, die grundsätzlich nur zu wissenschaftlichen und zu Lehrzwecken erteilt wird. Die Insel wird etwa alle zwei Jahre vom USFWS besucht und die United States Coast Guard patrouilliert in unregelmäßigen Abständen in den von den USA beanspruchten Hoheitsgewässern um die Insel. Funkamateure erhielten mehrfach die Erlaubnis, von der Insel zu funken, unter der Voraussetzung, dass sie auf eigene Kosten einen Mitarbeiter des USFWS mitnahmen. Dadurch konnten die hohen Kosten der regelmäßigen Kontrollbesuche gesenkt werden. Gemeinsam mit sechs weiteren amerikanischen Inseln im Pazifik bildet das Naturschutzgebiet der Howlandinsel seit dem 6. Januar 2009 das Pacific Remote Islands Marine National Monument.

## Verwaltung
Nachdem die britische Firma den Guano-Abbau aufgegeben hatte, wurde Howland erneut von den Vereinigten Staaten beansprucht. Präsident Franklin D. Roosevelt erließ am 13. Mai 1936 eine Exekutivverordnung, mit der er die Insel der Zuständigkeit des Innenministeriums unterstellte.
Howland ist Unincorporated territory der Vereinigten Staaten von Amerika, ein Inselgebiet, bei dem der Kongress der Vereinigten Staaten bestimmt hat, dass nur ausgewählte Teile der Verfassung der Vereinigten Staaten gelten. Die Insel untersteht weder einem US-Bundesstaat noch einer Gemeinde, sondern wird vom Office of Insular Affairs (OIA), einer Abteilung des Innenministeriums (U.S. Department of the Interior) verwaltet. Das United States Census Bureau zählt sie aus statistischen Gründen zu den United States Minor Outlying Islands.